# Капоте (фільм)
«Капоте» (англ. Capote) — американський біографічний фільм 2005 року, який розповідає про життя американського письменника Трумена Капоте під час написання його роману «З холодним серцем». Режисером фільму став Беннетт Міллер, головну роль виконав Філіп Сеймур Гоффман. Критики схвально відгукнулися про фільм та зокрема гру Гофмана, який за цю роль отримав кілька нагород серед них Оскар за найкращу чоловічу роль. Сам фільм також номінувався на премію Оскар як найкращий фільм. Стрічка знімалася восени 2004 року переважно у канадській провінції Манітоба. В широкий прокат фільм вийшов 30 жовтня 2005 року до 81 річниці від народження письменника.

## Сюжет
1959 році відомому письменникові Трумену Капоте потрапила на очі газетна замітка, яка круто змінила його життя та літературну кар'єру. У ній йшлося про бійню в Канзасі, коли двоє бандитів з неймовірною жорстокістю розправилися з сім'єю з чотирьох осіб. Вражений, Капоте вирішив особисто вивчити усі матеріали, щоб зрозуміти, як таке могло статися — і написати про це. Автор романтичних і ніжних книг «Голос трави» та «Сніданок у Тіффані» не підозрював, що просте журналістське розслідування поглине кілька років його життя і призведе до створення одного з найпотужніших психологічних трилерів в історії — «Холоднокровне вбивство».

## У ролях
- Філіп Сеймур Гоффман — Трумен Капоте
- Кетрін Кінер — Гарпер Лі, подружка Трумена
- Кліфтон Коллінз мол. — Едвард Перрі Сміт
- Кріс Купер — Елвін Дьюї
- Боб Балабан — Вільям Шон
- Марк Пеллегріно — Річард Гікок
- Брюс Грінвуд — Джек Данфі
- Емі Раян — Марі Дьюї
- Маршалл Белл — наглядач Маршалл Кратч
- Ч. Ернст Гарт — Лоуелл Лі Ендрюс

## Нагороди
- 2006 Премія «Лев»: (Leo Awards, Канада):
  - за найкращу повнометражну драму (Leo Awards for the Best Feature Length Drama) — Керолайн Барон[en], Вільям Вінс[en], Майкл Оговен[en]
  - за найкращий звук (Leo Awards for the Best Overall Sound in a Feature Length Drama) — Білл Шеппард[en]